# Uqba ibn al-Hajjaj al-Saluli
ʿUqba ibn al-Ḥajjāj al-Salūlī (in arabo عقبة بن الحجاج السلولي‎?; ... – Cordova, 741) fu wālī di al-Andalus dal 734 al 741.

## Origine
La Histoire de la conquête de l'Espagne par les Musulmans, riporta che Uqba era figlio di al-Hajjaj al-Saluli (El-Haddjadi le Saloulien), di cui non si conoscono gli ascendenti.

La penisola iberica, nel 740, durante il mandato di Uqba ibn al-Hajjaj al-Saluli

## Biografia
Nel 734, il nuovo wali d'Ifriqiya e dell'Egitto, Ubayd Allah ibn al-Habhab, destituì il Wali di al-Andalus, ʿAbd al-Malik ibn Qaḥṭān al-Fihrī nominando wālī di al-Andalus Uqba ibn al-Hajjaj al-Saluli, come ci viene riportato dalla Ibn Abd-el-Hakem's History of the Conquest of Spain.
Il suo governo fu energico (rintuzzò ogni tentativo di ribellione), mantenne il controllo su tutta l'al-Andalus e riordinò il sistema fiscale, e come ci conferma la Histoire de l'Afrique et de l'Espagne, il suo comportamento fu irreprensibile.
Nel 735, ottenne una vittoria nelle Asturie, mentre l'anno seguente, nella primavera del 736, organizzò una spedizione militare nella provincia Tarraconense, e dopo aver oltrepassato la città di Saragozza si diresse verso Pamplona, che attaccò e conquistò; i governanti della città e la guarnigione di Franchi ed Aquitani fuggì prima che l'esercito arabo entrasse a Pamplona. Un quinto delle terre conquistate fu assegnato al tesoro pubblico di al-Andalus, mentre i restanti quattro quinti vennero divisi tra tutti i musulmani che avevano partecipato alla campagna militare. Nominò un governatore per la città di Pamplona, dove fu posta una guarnigione di musulmani. Pamplona rimase in mano a ʿUqba sino al 740. Queste vicende sono riportate nella Histoire de l'Afrique et de l'Espagne, il suo comportamento fu irreprensibile.
Anche la Ajbar Machmuâ: crónica anónima riporta queste vittorie ricordando anche che confermò sotto il suo dominio tutta la Galizia, ad eccezione di un piccolo gruppo di uomini, guidati da Pelagio, che sulle montagne asturiane avevano resistito, ma non erano stati presi in considerazione in quanto non potevano essere considerati un pericolo
Dopo che nel 737, aveva subito una sconfitta da parte del maggiordomo d'Austrasia e di Neustria, Carlo Martello, nel 738, dopo che il duca d'Aquitania e di Guascogna, Hunaldo I aveva giurato fedeltà a Carlo Martello, la città di Narbona veniva assediata dai Franchi;come riportato sia dal Diccionario biográfico español, Real Academia de la Historia, che da La web de las biografias ʿUqba inviò allora un esercito che riuscì a liberare la città dall'assedio, in quanto Carlo Martello dovette affrontarlo e sconfiggerlo, però togliendo l'assedio.
Nel 738, a seguito della rivolta dei Berberi del Maghreb inviò in Nordafrica un esercito per la liberazione della città di Tangeri; ma l'operazione si concluse con una sconfitta.

In quello stesso anno, mentre si trovava a Saragozza, per contrastare Calo Martello, e la rivolta dei Berberi si stava estendendo anche in al-Andalus, Uqba, per poterla meglio combattere si trasferì a Cordova.
Secondo la Ajbar Machmuâ: crónica anónima, nel dicembre 739, Abd al-Malik si ribellò al Wali ʿUqba e lo depose, senza riportare se lo uccise o lo obbligò all'esilio, divenendo per la seconda volta, dall'inizio dell'anno successivo, wali di al-Andalus; anche la Histoire de la conquête de l'Espagne par les Musulmans riporta la rivolta berbera che portò alla deposizione di ʿUqba e la presa di potere di Abd al-Malik; mentre la Histoire de l'Afrique et de l'Espagne, riporta che durante la rivolta ʿUqba, prima di morire scelse Abd al-Malik come suo successore.
La Apendices di 'Ajbar Machmuâ: crónica anónima riporta gli avvenimenti principali accaduti durante il governo di ʿUqba (Okba) e riporta che morì a causa di una malattia, dopo che Abd al-Malik lo aveva destituito.

### Fonti primarie
- (FR)  Histoire de la conquête de l'Espagne par les Musulmans
- (FR)  #ES Histoire de l'Afrique et de l'Espagne
- (ES)  Ajbar Machmuâ: crónica anónima
- (EN)  #ES Ibn Abd-el-Hakem's History of the Conquest of Spain

### Letteratura storiografica
- Rafael Altamira, Il califfato occidentale, in «Storia del mondo medievale», vol. II, 1999, pp. 477–515